# Nage en eau libre aux championnats du monde de natation 1994
Navigation
Perth 1991 Perth 1998
Deux épreuves de nage en eau libre sont disputées dans le cadre des Championnats du monde de natation 1994 organisés à Rome (Italie). Elles se déroulent du 1 au 11 septembre 1994.

## Podiums
| Épreuves | Or                                 | Argent                      | Bronze                               |
| Hommes   | Hommes                             | Hommes                      | Hommes                               |
| -------- | ---------------------------------- | --------------------------- | ------------------------------------ |
| 25 km    | Greg Streppel 5 h 35 min 26 s      | David Bates 5 h 36 min 31 s | Aleksey Akatyev 5h 37 min 26 s       |
| Femmes   |                                    |                             |                                      |
| 25 km    | Melissa Cunningham 5 h 48 min 25 s | Rita Kovács 5 h 50 min 13 s | Shelley Taylor-Smith 5 h 53 min 12 s |

## Tableau des médailles
| Rang  | Nation    | Or | Argent | Bronze | Total |
| ----- | --------- | -- | ------ | ------ | ----- |
| 1     | Australie | 1  | 1      | 1      | 3     |
| 2     | Canada    | 1  | 0      | 0      | 1     |
| 3     | Hongrie   | 0  | 1      | 0      | 1     |
| 3     | Russie    | 0  | 0      | 1      | 1     |
| Total | Total     | 2  | 2      | 2      | 6     |